# Архип Чіботару
Архи́п Чібота́ру (рум. Arhip Cibotaru; *20 лютого 1935, с. Кобиля, Орхейський повіт, Румунське королівство, тепер Шолданештський район, Республіка Молдова — 4 січня 2010, Кишинів, Молдова) — радянський і молдовський діяч культури: поет, письменник, драматург, редактор, режисер і перекладач.

## З життєпису
Архип Чіботару народився в 1935 році в селі Кобиля.
Закінчив Кишинівський державний університет (1957).
Від 1965 року — заступник Голови, в з 1971 — секретар оргкому Спілки письменників Молдавської РСР.
У 1971—1988 роках Архип Чіботару був головним редактором журналу Nistru. У цей період, завдяки його невтомній праці, у часописі були надруковані великі романи бессарабської літератури авторства Й. Друце, В. Бешлеги, А. Бусуйока, В. Василаче, Л. Істраті тощо. Як головний редактор часопису Чіботару відіграв велику роль у реабілітації поетів, які повернулися з в'язниць і ГУЛАГів, серед яких М. Костенко, Н. Цуркану, Л. Григоріу тощо.
Помер у Кишиневі в 2010 році.

## Нагороди і відзнаки
Архип Чіботару відзначений низкою нагород і почесних звань:
- Заслужений працівник культури Молд. РСР (1978)
- Заслужений діяч мистецтв Молд. РСР (1985)
- Премія «Борис Главан» (1970)
- Державна премія Молд. РСР (1982)
- Орден «Трудова слава» (1995[1] і 2008[2])
- Почесне звання «Заслужений діяч» (1998)[3]
- Орден Республіки (2000)[4]